# Macrobrachium praecox
Macrobrachium praecox är en kräftdjursart som först beskrevs av J. Roux 1928.  Macrobrachium praecox ingår i släktet Macrobrachium och familjen Palaemonidae. Inga underarter finns listade i Catalogue of Life.